# Бејнаско
Бејнаско (итал. Beinasco) је насеље у Италији у округу Торино, региону Пијемонт.
Према процени из 2011. у насељу је живело 6469 становника. Насеље се налази на надморској висини од 263 м.

## Становништво
| 1931. | 1936. | 1951. | 1961. | 1971.  | 1981.  | 1991.  | 2001.  | 2011.  |
| ----- | ----- | ----- | ----- | ------ | ------ | ------ | ------ | ------ |
| 1.887 | 2.057 | 2.567 | 5.511 | 16.707 | 18.394 | 18.744 | 18.198 | 18.104 |